# ドヴァーラパーラ

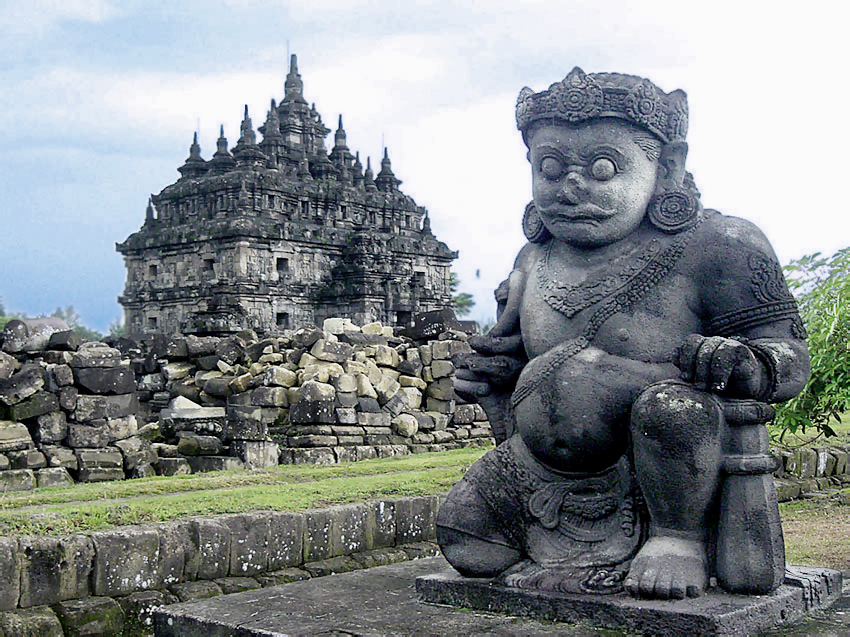
ドヴァーラパーラ像, 9世紀 プラオサン寺院, ジャワ, インドネシア.

ドヴァーラパーラ（サンスクリット語: Dvārapāla）は、門番を意味する門衛神で、通常、金剛杵などで武装した戦士や忿怒の形相をした巨人の姿をしている。ドヴァーラパーラの像はヒンドゥー教、仏教、ジャイナ教などで見られ、ジャワ島のようにそれらの影響を受けた地域の建築物に多く見られる建築要素である。

## 名称
サンスクリット語ではdvāraは「門」または「戸口」を意味し、pālaは「守護者」または「護衛」を意味する。
タイ語、ビルマ語、ベトナム語、クメール語、ジャワ語といった東南アジアの言語では「dvarapala」、インドネシア語とマレーシア語では「dwarapala」と呼ばれる。日本語では 「金剛力士」 や 「仁王」 、中国語では 「哼哈二将」 、朝鮮語では 「那羅延金剛（ナラヨングムガン）」 と呼ばれる。

## 由来と形式
建築要素としてのドヴァーラパーラは、ヤクシャのような守護神や、不動明王のような姿に起源を持つ。今日では警官や兵士の姿をしているものもある。
これらの像は伝統的に仏教寺院やヒンドゥー教寺院の門に置かれるほか、王宮などの建物にも置かれることがあり、聖域を守る役割を持っている。一般的に悪鬼のような武装をした恐ろしげな護衛として描写されるが、スリランカの仏教寺院の山門などでは普通の人間の姿をしているものもある。他の例では、凶暴な外見の蛇（ナーガ）の姿が同じ役割を果たしていることもある。
ジャワとバリのドヴァーラパーラ像は安山岩から彫られているものが多く、片膝をついて棍棒を持つ大きな体軀を持った恐ろしげな巨人として描かれている。ジャワ最大の石像は、シンガサリ時代のドヴァーラパーラ像で、高さは3.7メートルある。一方、カンボジアやタイの伝統的なドヴァーラパーラはより細身で、棍棒を中央に下げ持った姿勢で描かれている。
タイの古典期のドヴァーラパーラ像は、乳白色の青磁の釉薬で覆われた高温で焼いた炻器で作られている。このタイプの陶器の像は、タイ北部にあるいくつかの窯で、14世紀から16世紀にかけてのスコータイおよびアユタヤ時代に作られたものである。
寺院の規模や財力により、ドヴァーラパーラ像は1体だけの場合もあり、2体1組、または多数配置されることもある。神殿への参道の両側に1体ずつ置かれていることが多い。より大規模な寺院では、4体（ローカパーラ - 東西南北を守護する神々）、8体、あるいは12体置かれる場合もあった。場合によっては、忿怒相や守護神の頭部だけが置かれることもあり、これはジャワの宮殿 (en:Kraton) で非常によく見られる形式であった。
- エレファンタ石窟群（インド）
- シンガサリ時代の最大級のドヴァーラパーラ像（ジャワ）
- アンコール遺跡のバンテアイ・クデイ（カンボジア）
- ドヴァーラパーラ像（スコタイ王朝、アユタヤ王朝 14世紀～16世紀、タイ）
- 9世紀後半～10世紀前半、チャンパ王国（ベトナム）
- バリ島にあるヒンドゥー教寺院の門を守る男女一対のドヴァーラパーラ像。
- バンコクの王宮を守るドヴァーラパーラ像（タイ）
- en:Wat Ratchabophitを守る現代の兵士風のドヴァーラパーラ像（タイ、バンコク）
- ポロンナルワ（スリランカ）
- スラカルタ（インドネシア）
- チョーラ朝のドヴァーラパーラ像、11世紀、タミル・ナードゥ州（インド）